# Pacatianus (konsul)
Lucius Papinius Fabius Pacatianus – rzymski konsul z 332 roku, który sprawował urząd z Ma(e)ciliusem Hilarianusem. W 319 roku sprawował urząd wikariusza (łac. vicarius) Brytanii. Pełnił również funkcję prefekta pretorianów (w 329 roku i do 341 roku).